# Oleolophozia
Oleolophozia là một chi rêu trong họ Lophoziaceae.